# Collection of Style
Pour les articles homonymes, voir COS.
Collection of Style (COS) est une enseigne du groupe H&M lancée en 2007.
Le lancement de COS a eu lieu le 16 mars 2007, dans un magasin phare de Londres situé sur Regent Street. Les magasins COS sont situés sur des emplacements de choix, dans les grandes villes de quelques-uns des principaux pays européens, parmi lesquels l’Allemagne, la Belgique, le Danemark, la France, les Pays-Bas, le Royaume-Uni et la Suisse. Le quinzième magasin est celui de Paris, inauguré le 26 mars 2009. Ensuite celui de Montréal, fin septembre 2015. Le dernier en date à ouvrir est celui de Luxembourg Cloche d’Or, en mai 2019.